# Eustache de Chéry de Mongazon
Pour les articles homonymes, voir Chéry (homonymie) et Mongazon.
Eustache de Chéry de Mongazon, né le 23 novembre 1592 à Rigny, et mort le 10 novembre 1669 à Prémery, est un prélat français, évêque de Nevers.

## Biographie
Eustache de Chéry est le fils de Nicolas de Chéry et de Marguerite du Lis, et le neveu et filleul d'Eustache du Lys de Grenant. Il est chanoine grand-archidiacre, trésorier de l'église de Nevers en 1609, curé de Poiseux. Son oncle, Eustache du Lys de Grenant, l'obtient pour coadjuteur de Nevers le 26 septembre 1633. Il est consacré en 1634 sous le titre d'évêque titulaire in partibus de Philadelphie-en-Arabie par son oncle, assisté de Sébastien Zamet, évêque de Langres, et de Philibert de Brichanteau, évêque de Laon. Il devient titulaire de l'évêché le 17 juin 1643, deux heures après la mort de son oncle, en présence du chapitre convoqué pour la circonstance. Il établit le premier séminaire pour son diocèse en en confie la direction aux chanoines réguliers de l'abbaye Saint-Martin de Nevers.
Il assiste à Paris à l'assemblée du clergé en 1650, composée de soixante-huit évêques.
Le 8 novembre 1658, un an après sa sortie, il condamne le livre anonyme intitulé Apologie pour les casuistes contre les calomnies des Jansénistes, à la suite de la requête que lui présentèrent les curés de son diocèse le 5 juillet 1658.
Dans l'église Sainte-Geneviève de Paris, il consacra son neveu Laurent de Chéry de Mongazon, évêque de Tripoli et coadjuteur de Nevers. Celui-ci meurt en 1666. Eutache de Chéry résigna en faveur d'Édouard Valot de Maignan, prieur du prieuré de Saint-Révérien, qui lui céda son prieuré.
Avec Jacques La Roche, Antoine de Vaux et consorts, il eut à soutenir un procès que leur firent l'abbesse et les religieuses de l'abbaye Notre-Dame de Nevers et leur confesseur Dom Jean Bournon, religieux de la congrégation de Chezal-Benoît, uni à la congrégation de Saint-Maur et de Cluny.
Eustache de Chéry meurt le 10 novembre 1669 au château de Prémery qu'il s'était réservé. Ses entrailles sont inhumées dans l'église de Prémery, son cœur dans le sanctuaire de l'abbaye Saint-Martin de Nevers, où il avait établi son séminaire en 1667,.

## Armoiries et sceau
« D'azur, au chevron d'or, accompagné de trois roses d'argent, boutonnées du second émail »,,
Ses armes sont sculptées avec les trois roses sur les lucarnes de l'ancien logis prioral de Lurcy-le-Bourg.
Identique à l'écu, son sceau est surmonté d'une mitre, d'une crosse, et pour la première fois d'un chapeau épiscopal. La légende indiquée par une rose est « Eustachius. De. Chery. Episcopus Nivernensis ».

### liens externes
- Ressource relative à la religion :   - Catholic Hierarchy
- Notices d'autorité :   - VIAF